# مورتن جنسن
مورتن جنسن هو لاعب هوكي الجليد دنماركي، ولد في 1 مارس 1997.

## وصلات خارجية
- مورتن جنسن على موقع EliteProspects.com (الإنجليزية)
- مورتن جنسن على موقع HockeyDB.com (الإنجليزية)